# Laila Soueif
Laila Soueif (sinh năm 1956) là một nhà hoạt động vì quyền con người và phụ nữ Ai Cập, một nhà toán học và giáo sư tại Đại học Cairo. Al Jazeera đã gọi bà là "một nhà cách mạng Ai Cập". Bà là góa phụ của nhà hoạt động xã hội Ahmed Seif El-Islam, và cả ba người con của họ đều là những nhà hoạt động được chú ý: Alaa Abd El-Fattah, Sanaa Seif và Mona Seif. Chị gái bà là tiểu thuyết gia Ahdaf Soueif.

## Đầu đời
Soueif sinh năm 1956, con gái của giáo sư đại học. Bà đã đi biểu tình chính trị đầu tiên vào năm 1972 tại Quảng trường Tahrir của Cairo, khi bà mới 16 tuổi. Hai giờ sau, cha mẹ bà theo dõi bà và đưa bà về nhà, "Từ đó, tôi biết rằng việc thách thức nhà nước dễ dàng hơn là thách thức cha mẹ tôi ".
Soueif học toán tại Đại học Cairo vào giữa những năm 1970.

## Sự nghiệp
Soueif là giáo sư toán học tại Đại học Cairo.
Soueif là người sáng lập Phong trào Độc lập Đại học 9 tháng 3.
Vào tháng 11 năm 2014, Soueif và con gái Mona Seif đã chấm dứt cuộc tuyệt thực kéo dài 76 ngày, phản đối việc bỏ tù con trai Alaa Abd El-Fattah, nhưng El-Fattah và chị gái Sanaa Seif vẫn tuyệt thực.

## Cuộc sống cá nhân
Soueif gặp người chồng tương lai của mình, Ahmed Seif El-Islam, trong khi đang làm việc tại Đại học Cairo vào giữa những năm 1970, nơi ông đã là "thủ lĩnh của một tế bào sinh viên cộng sản ngầm kêu gọi cách mạng". Ông trở thành một nhà hoạt động nhân quyền và luật sư cánh tả, và họ đã kết hôn cho đến khi ông qua đời vào năm 2014.
Họ là cha mẹ của các nhà hoạt động Alaa Abd El-Fattah, Sanaa Seif và Mona Seif. Chị gái bà là tiểu thuyết gia Ahdaf Soueif.